# Glen of Guinness
 (janvier 2017).
Si vous disposez d'ouvrages ou d'articles de référence ou si vous connaissez des sites web de qualité traitant du thème abordé ici, merci de compléter l'article en donnant les références utiles à sa vérifiabilité et en les liant à la section « Notes et références ».
Glen of Guinness est un groupe de musique suisse (du canton du Valais) d'inspiration celtique. Il a été fondé en 1992, et son dernier album date de 2007 ; sa séparation a été annoncée en 2009. Il est surtout connu pour la qualité et l'ambiance festive de ses prestations scéniques. Leur devise : "C'est en folkant que l'on devient folkeron"[réf. nécessaire].

## Histoire
Formé le 11 décembre 1992, le groupe commence sa carrière en jouant des morceaux traditionnels dans des bars et des salles de concerts. Ses musiques entraînantes et son énergie communicative lui permettent d'enregistrer un premier album live sorti en 1995 : Haendel Ouiz Caire, bientôt suivi par Proud en 1996. La rencontre avec l'ingénieur du son et producteur Mike Butcher aboutira par la suite à trois albums enregistrés en studio : Gossip (1997), Bastaki (1999), et Waiting for A.M. (2001).
Avec Back & Side (2003), le groupe reviendra aux sonorités plus typiques de ses débuts, avant de créer, en collaboration avec l'Ensemble de Cuivres Valaisan, un spectacle réunissant quarante musiciens sur scène pour revisiter les classiques du groupe dans une sorte d'album "best-of" : Folk Off (2005). Le statut un peu à part de cet album justifie le titre du suivant, sorti en 2007 : N°7. Constitué uniquement de reprises, N°7 réarrange à la sauce irlandaise des morceaux de styles très variés, allant de Madonna à Bob Marley en passant par les Beatles ou encore Joe Dassin.
Après plus de 500 concerts et 48 000 disques vendus, le groupe annonce sa dissolution et entame en 2009 une dernière tournée d'adieu. Néanmoins, un dernier concert avec tous les membres du groupe aura lieu le 7 août 2019 pour fêter le jubilé du Guinness Irish Festival aux Îles à Sion.

## Musiciens

### Membres actuels
- Martial Germanier (banjo)
- Jennifer Skolovski (flûte)
- Patrick Fellay (batterie)
- Bertrand Gaillard (chant)
- Johan Jacquemettaz (trombone)
- Xavier Moillen (violon)
- Françoise Lampo (accordéon)
- Nicolas Bourban (guitare)

### Anciens membres
- Pascal Cassoli (flûte)

a laissé sa place à Béatrice en 2001
- Béatrice Granges (flûte)

a laissé sa place à Jennifer en 2003
- Stéphane Métrailler (tuba)

- David Liso (bodhrán)